# Iglesia de San Julián (Argelia)
La Iglesia de San Julían es un templo colombiano de culto católico bajo la advocación de San Julián de Cuenca, está localizado en el parque principal del municipio de Argelia (Antioquia), y pertenece a la jurisdicción eclesiástica de la diócesis de Sonsón-Rionegro. El edificio se construyó entre 1903 y 1927 en estilo neogótico, cuenta con planta rectangular, su interior está dividido en tres naves y su fachada principal se levantó en piedra de granito.

## Historia
En 1902 el obispo de Medellín, Joaquín Pardo Vergara crea la viceparroquia de San Julián, que para ese entonces tenía unos tres mil habitantes y contaba con una sencilla capilla de paja, que había sido levantada gracias al cura de Sonsón Pbro. Daniel Florencio Sánchez y a la ayuda recibida por los feligreses. El 26 de junio de ese mismo año es nombrado vicepárroco el Pbro. Juan Manuel Contreras, y además, la nueva viceparroquia dependería de la parroquia de Sonsón.
El 29 de julio de 1903 el primer Arzobispo de Medellín, Pardo Vergara (antes Obispo en la misma), hizo la visita pastoral a la parroquia de Sonsón. Pero no estuvo en Argelia. En el auto (acta) de visita autorizó al cura de Sonsón Pbro. Daniel Florencio Sánchez para que obsequiara al cura de San Julián los ornamentos "que tengan menos uso aquí y que un tanto mejorados pueden aprovecharse allá". Entre esos objetos cabe destacar el primer armonio o melodio llegado a la población y donde hizo sus "pinitos" quien más tarde fue por más de cuarenta años el organista de la catedral de Medellín, el joven Nacianceno Ramírez Pavas.
Uno de los primeros objetivos del Padre Contreras al llegar a la viceparroquia fue el de edificar una iglesia capaz de albergar a los numerosos feligreses que ya formaban la cabecera del corregimiento. Pidió permiso al prelado quien lo concedió de inmediato. Para tal fin, se constituye una junta directiva para la construcción del templo, compuesta por el Pbro. Juan Manuel Contreras como presidente, Nazario López como vicepresidente, Vicente Flórez como tesorero, Primitivo Giraldo como secretario y Críspulo Alzate y Ramón María Toro como concejales.
El 23 de agosto de 1903 se colocó la primera piedra del nuevo templo en un acto que revistió especial solemnidad y donde además del padre Contreras estuvieron presentes el vicario foráneo y cura párroco de Abejorral, Pbro. Abel María Naranjo y los Pbros. Isaac Ángel, coadjutor de Sonsón e Isaac Cardona, cura de Aquitania y acompañados de la mayor parte de los feligreses del vecindario.
El 28 de agosto de 1907 llegó de visita el Arzobispo de Medellín, Manuel José Caicedo, siendo el primer prelado en visitar la viceparroquia. Por ese momento el templo apenas si se hallaba iniciado, estaba la obra de tapiería, además, los habitantes estaban más enfocados en la edificación de la casa cural, por lo cual el arzobispo Caicedo al ver el estado de la obra tan atrasada, anima a los pobladores a que se suman con empeño a la construcción de templo, que los que puedan contribuyan tanto con dinero como con trabajo personal, además, que se debe dar prioridad a la construcción de la "Casa del Señor". 
A mediados de agosto de 1911 el arzobispo Caicedo efectuó su segunda visita pastoral. Aun seguía el padre Contreras en la viceparroquia. En el auto de visita con fecha de 15 de ese mes, hace mención el prelado de una hermosa custodia regalada por varios de los vecinos.
El cura de Sonsón, Pbro. Tiberio de J. Salazar y Herrera (futuro arzobispo de Medellín) sabía muy bien de las altas dotes del viceparroco de Argelia y le pidió al arzobispo Caicedo le concediera al padre Contreras como coadjutor. Accedió el prelado porque consideró justo darle un pequeño descanso. Es así que el 25 de abril de 1913 se le destina a ser coadjutor de Sonsón y allí muere el 6 de julio del mismo año.
El 25 de mayo de 1913 entra como nuevo viceparroco el Pbro. Salvador Vargas quien llega decidido a terminar la construcción del templo. La dirección de los trabajos estuvo casi siempre a cargo de Críspulo Alzate, el mismo que años atrás había trazado el pueblo. El sistema de “convites” ya implantado desde cuando se sacaban las cepas para el nuevo templo, salió a flote ahora con más fuerza.

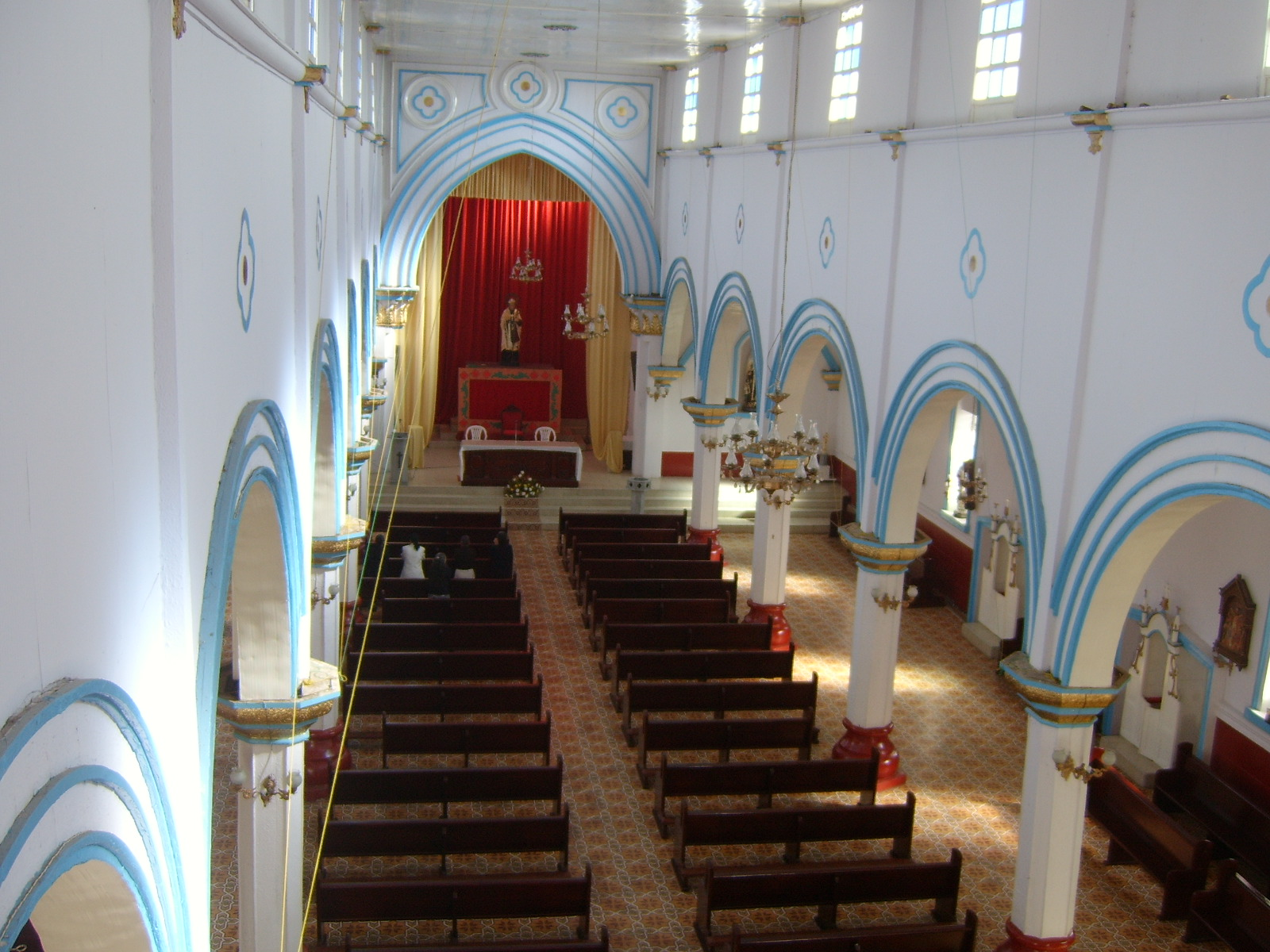
Nave Central.

Entre las juntas que actuaron hay una que se distinguió entre todas. Fue nombrada por el vicario general de la arquidiócesis Monseñor Jesús María Marulanda y la constituyeron el cura de San Julián, (que ya para entonces el poblado se llamaba Argelia), y los laicos Buenaventura Pérez H., Francisco Pineda, José Joaquín Botero M. y Manuel Flórez.
En agosto de 1918 el arzobispo Caicedo crea por decreto la parroquia de Argelia.
Ya para el 29 de abril de 1923 se proyectaba la construcción de la fachada frontal del templo, la cual se levantó en piedra de granito, traída desde una cantera cercana y mediante el sistema de convites, dirigió la obra el señor Juan de Dios Díaz. Ya para el 13 de marzo de 1927 la fachada frontal se encontraba casi terminada, al igual que el resto del templo, que ya contaba con el actual altar mayor.
El 1937 se retiró de la parroquia el padre Vargas, ya para entonces estaba terminado el templo. En ese mismo año fue asignado a la parroquia el Pbro. Alberto Londoño, quien duró casi 7 años al frente de esta, durante los cuales realizó varias mejoras en el templo. Se cambiaron las puertas de la iglesia por otras mejores, y el pavimento que era en ladrillo fue reemplazado por baldosa de muy buena calidad.
El reloj que hoy existe en la fachada principal de la iglesia fue conseguido gracias a sus esfuerzos y a la colaboración de la población. Era el viejo reloj de la iglesia de Sonsón que había pasado a la Capilla de Jesús que servía como capellán el Pbro. Ramón Elías Botero, a quien se le compró por la suma de $180. Actualmente sigue suministrando la hora. También dotó a la iglesia de cómodas bancas propias, pues las que había eran de particulares.
En 1956 entra como nuevo párroco el Pbro. Antonio Ángel, después de haber estado desde 1951 como párroco el Pbro. Mario Ángel quien a su vez había reemplazado al padre Londoño. Durante la administración de la parroquia del Padre Antonio Ángel, se mejora la decoración del templo, se adquiere el viacrucis en relieve, que había sido comprado en Europa por el Pbro. Baltasar Álvarez Restrepo y obsequiado a la capilla de la Valvanera de Sonsón. También se adquieren las lámparas colgantes para el alumbrado del templo y un juego completo de candelabros.
El 18 de marzo de 1957, durante la administración del padre Antonio Ángel, es creada la diócesis de Sonsón (hoy diócesis de Sonsón-Rionegro), pasando la parroquia de Argelia a hacer parte de la nueva iglesia particular.